# مارسيل بون
مارسيل بون (بالفرنسية: Marcel Bon)‏ هو عالم نبات وصيدلي فرنسي، ولد في 17 مارس 1925 في Villers-sur-Authie ‏ في فرنسا، وتوفي في 11 مايو 2014 في Woincourt ‏ في فرنسا.